# Бодуэн, Ламбер
Ламбер Октав Бодуэн (фр. Lambert Octave Beauduin; 4 августа 1873, Берло, Валлония — 11 января 1960[…], Сине, Валлония) — бельгийский католический бенедиктинский монах, основатель Шеветонского монастыря.

## Биография
Родился 4 августа 1873 года в деревне Росу-Кренвик в Валлонии.
В 1897 году рукоположён в священники, в 1906 году поступил в аббатство Мон-Сезар в Лёвене.
С 1921 года был профессором богословия в Колледже святого Ансельма в Риме.
В 1925 году основал бенедиктинский монастырь византийского обряда в Бельгии, сначала в Аме-сюр-Мёз, затем в Шеветоне.
В конце 1920-х годов был отстранён от руководства монастыря, до 1950-х годов служил в различных монастырях, в основном во Франции. Впоследствии был восстановлен в основанном им монастыре Шеветонь.
Умер 11 января 1960 года в монастыре Шеветонь.

## Экуменическая деятельность
Если дом Бодуэн был, согласно историку Роже Оберу, первым богословом литургии, он также будет первым, кто начнет постоянную экуменическую деятельность в Католической церкви.
Общаясь с одним из своих учеников, домом Оливье Руссо, монахом Маредсом, с восточными жителями Рима (греческий колледж), а также с русской эмиграцией, бежавшей от большевистской революции, Бодуэн открыл богатство православного мира. Эта восточная часть Церкви Христа была почти забыта в то время латинскими католиками. Через несколько месяцев, благодаря внутреннему убеждению в невидимой связи, которая связывает всех крещеных с воскресшим Христом, он испытал переворот в своих идеях и резко ощутил абсурдность разногласий между христианами.
Как человек действия, Бодуэн понимает, что такая работа требует структурированной, компетентной и постоянной инициативы. Что может быть более адекватным, чем монашеский орден? Разве монахи не были агентами евангелизации славянского мира? Этот факт напомнил ему восточный епископ митрополит Андрей Шептицкий, который приехал в Рим, чтобы набирать инструкторов из бенедиктинцев: он хотел возродить монашество в своем регионе.
Бенедиктинец дом Ламбер вдохновился встречей с митрополитом Андреем Шептицким в 1921 году. Разработал совместно с ним в 1925 году устав «Конфедерации восточных и западных монастырей первоначального монашеского чина по всем правилам Отцов». По видению митрополита Андрея центром конфедерации должен был стать монастырь «Студион» в Риме. Его организацией должен был заняться дом Бодуэн, но сотрудничество с украинским иерархом было приостановлено, поскольку, по словам о. Кирилла Королевского, «дом Бодуэн плохо разбирался в христианском Востоке». По другой информации, соглашение об ассоциации с митрополитом Шептицким и попытка основать студенческий дом в Риме встретили сопротивление со стороны примаса бенедиктинского аббатства, который хотел сохранить контроль над компанией, которая ему казалось чуждой.
В результате долгих усилий, дом Бодуэн все же основал монастырь латинской и византийской литургических традиций, известный сегодня как монастыть Шеветонь.
Аббат был автором предисловия к книге Михаила Поснова «История христианской церкви», изданной дочерью профессора Ириной Посновой в издательстве «Жизнь с Богом» в 1964 году.

## Труды
- La Piété de l’Église
- Essai de manuel fondamental de liturgie
- Normes pratiques pour les réformes liturgiques
- La Messe, sacrifice de louange
- La Liturgie: Définition
- Une Œuvre Monastique pour l’Union des Églises
- De quoi s’agit-il?
- Dans quel esprit nous voudrions travailler
- Le vrai travail pour l’Union
- Notre travail pour l’Union
- Mémoire sur l’Œuvre d’Amay
- L’unité de l’Église et le Concile du Vatican
- Lettre au professeur Hamilcar S. Alivisatos
- Notes sur l’ascèse
- La liturgie, source de vie spirituelle